# Vesconte Point
Der Vesconte Point (in Chile Punta Carrera Pinto) ist ein steiles Felsenkap auf der Südseite der Bermel-Halbinsel an der Bowman-Küste des westantarktischen Grahamlands. Es markiert am nordwestlichen Ufer des Mobiloil Inlet das Ende eines nach Südosten gerichteten Ausläufers der Bowditch Crests.
Der US-amerikanische Geograph W. L. G. Joerg kartierte das Gebiet anhand von Luftaufnahmen des US-amerikanischen Polarforschers Lincoln Ellsworth aus dem Jahr 1935. Der Falkland Islands Dependencies Survey nahm im Dezember 1958 eine geodätische Vermessung vor. Das UK Antarctic Place-Names Committee benannte die Landspitze 1961 nach dem italienischen Kartografen Pietro Vesconte, der zu Beginn des 14. Jahrhunderts die ersten Portolankarten erstellte.